# Jesper Fast
Jesper Fast (né le 2 décembre 1991 à Nässjö en Suède) est un joueur professionnel suédois de hockey sur glace. Il évolue au poste d'attaquant.

## Biographie

### Carrière en club
Formé au Nässjö HC, il rejoint les équipes de jeunes du HV71 en 2008. Il attaque sa carrière dans l'Elitserien en 2010 avec l'équipe première. Il est choisi par les Rangers de New York au sixième tour en cent-cinquante-septième position lors du repêchage d'entrée dans la LNH 2010. Il part en Amérique du Nord en 2012. Il est assigné par les Rangers au Whale du Connecticut, leur club ferme dans la Ligue américaine de hockey. Il marque son premier point dans la LNH, une aide face aux Canadiens de Montréal le 23 novembre 2014. Il marque son premier but le 29 novembre 2014 chez les Flyers de Philadelphie.

### Carrière internationale
Il représente la Suède au niveau international. Il a participé aux sélections jeunes.

## Statistiques

### En club
| Saison     | Équipe                    | Ligue      |     | Saison régulière | Saison régulière | Saison régulière | Saison régulière | Saison régulière |    | Séries éliminatoires | Séries éliminatoires | Séries éliminatoires | Séries éliminatoires | Séries éliminatoires |
| Saison     | Équipe                    | Ligue      | PJ  | B                | A                | Pts              | Pun              | PJ               | B  | A                    | Pts                  | Pun                  |                      |                      |
| 2009-2010  | HV 71                     | Elitserien | 2   | 0                | 0                | 0                | 0                | -                | -  | -                    | -                    | -                    |                      |                      |
| 2010-2011  | HV 71                     | Elitserien | 36  | 7                | 9                | 16               | 6                | 3                | 0  | 0                    | 0                    | 0                    |                      |                      |
| 2011-2012  | HV 71                     | Elitserien | 21  | 5                | 11               | 16               | 4                | -                | -  | -                    | -                    | -                    |                      |                      |
| 2012-2013  | HV 71                     | Elitserien | 47  | 18               | 17               | 35               | 4                | 5                | 1  | 4                    | 5                    | 0                    |                      |                      |
| 2012-2013  | Whale du Connecticut      | LAH        | 1   | 1                | 0                | 1                | 2                | -                | -  | -                    | -                    | -                    |                      |                      |
| 2013-2014  | Rangers de New York       | LNH        | 11  | 0                | 0                | 0                | 2                | 3                | 0  | 1                    | 1                    | 0                    |                      |                      |
| 2013-2014  | Wolf Pack de Hartford     | LAH        | 48  | 17               | 17               | 34               | 30               | -                | -  | -                    | -                    | -                    |                      |                      |
| 2014-2015  | Wolf Pack de Hartford     | LAH        | 11  | 1                | 8                | 9                | 2                | -                | -  | -                    | -                    | -                    |                      |                      |
| 2014-2015  | Rangers de New York       | LNH        | 58  | 6                | 8                | 14               | 8                | 19               | 3  | 3                    | 6                    | 2                    |                      |                      |
| 2015-2016  | Rangers de New York       | LNH        | 79  | 10               | 20               | 30               | 18               | 5                | 0  | 1                    | 1                    | 0                    |                      |                      |
| 2016-2017  | Rangers de New York       | LNH        | 68  | 6                | 15               | 21               | 16               | 12               | 3  | 3                    | 6                    | 0                    |                      |                      |
| 2017-2018  | Rangers de New York       | LNH        | 71  | 13               | 20               | 33               | 26               | -                | -  | -                    | -                    | -                    |                      |                      |
| 2018-2019  | Rangers de New York       | LNH        | 66  | 8                | 12               | 20               | 26               | -                | -  | -                    | -                    | -                    |                      |                      |
| 2019-2020  | Rangers de New York       | LNH        | 69  | 12               | 17               | 29               | 20               | 1                | 0  | 0                    | 0                    | 0                    |                      |                      |
| 2020-2021  | Hurricanes de la Caroline | LNH        | 46  | 6                | 13               | 19               | 14               | 11               | 1  | 2                    | 3                    | 0                    |                      |                      |
| 2021-2022  | Hurricanes de la Caroline | LNH        | 82  | 14               | 20               | 34               | 4                | 14               | 1  | 0                    | 1                    | 0                    |                      |                      |
| 2022-2023  | Hurricanes de la Caroline | LNH        | 80  | 10               | 19               | 29               | 16               | 15               | 6  | 3                    | 9                    | 2                    |                      |                      |
| 2023-2024  | Hurricanes de la Caroline | LNH        | 73  | 6                | 13               | 19               | 16               | -                | -  | -                    | -                    | -                    |                      |                      |
| Totaux LNH | Totaux LNH                | Totaux LNH | 703 | 91               | 157              | 248              | 166              | 80               | 14 | 13                   | 27                   | 4                    |                      |                      |

### En équipe nationale
| Année | Compétition                 |   | PJ | B | A | Pts | Pun | +/-             |  | Résultat |
| 2011  | Championnat du monde junior | 6 | 4  | 2 | 6 | 0   | +4  | Quatrième place |  |          |

## Trophées et honneurs personnels

### Elitserien
- 2012 : remporte le Rinkens riddare